# Waushara megye
Waushara megye az Amerikai Egyesült Államokban, azon belül Wisconsin államban található. Megyeszékhelye Wautoma, legnagyobb városa Berlin. Lakosainak száma 24 520 fő (2020. április 1.). Waushara megye Portage, Waupaca, Winnebago, Green Lake, Marquette és Adams megyékkel határos.

## Népesség
A megye népességének változása:
| Lakosok száma | 24 495 | 24 567 | 24 469 | 24 329 | 24 033 | 24 520 |
|               | 2010   | 2011   | 2012   | 2013   | 2015   | 2020   |